# Olivier Bisback
Olivier Bisback (Aalst, 30 september 1973) is een Vlaams fysiek acteur/stuntman en stunt- en gevechtscoördinator die werkte aan tal van nationale en internationale producties voor film en televisie.
Hij werkte met acteurs zoals Demi Moore, Michael Caine, Jean-Claude Van Damme en Gérard Depardieu. In Vlaanderen werkt hij voor televisie mee aan onder meer Flikken, Witse, Aspe, Windkracht 10, Zone Stad, Vermist en Wittekerke. Enkele films waaraan hij meewerkte zijn Alias, Team Spirit, Firmin, Ben X, Vermist en Rundskop.
Hij zat in de videoclip van Hooverphonic voor het Eurovisie Songfestival: "The Wrong Place".